# Karl Grob
Karl Grob (Küsnacht, Zürich kanton, 1946. május 30. – Zürich, 2019. április 20.) válogatott svájci labdarúgó, kapus.
1967 és 1976 között hét alkalommal szerepelt a svájci válogatottban.

## Sikerei, díjai
FC Zürich
- Svájci bajnokság
  - bajnok (5): 1967–68, 1973–74, 1974–75, 1975–76, 1980–81
- Svájci kupa
  - győztes (4): 1970, 1972, 1973, 1976